# Escut d'Anglès
L'escut oficial d'Anglès té el següent blasonament:
Escut caironat: d'argent, 2 esglésies d'atzur posades en faixa acompanyades d'una cabra arrestada de sable al cap, i d'un om arrencat de sinople a la punta. Per timbre una corona mural de vila.

## Història
Va ser aprovat el 18 de desembre de 1986 i publicat al DOGC el 26 de gener de l'any següent amb el número 795.
Les dues esglésies fan referència a l'etimologia del nom de la vila, derivat del llatí tardà "eclesiis", és a dir església. Les esglésies també representen els dos antics pobles que formaven el municipi, Anglès i la Cellera de Ter, ja que aquest darrer estava unit a Anglès. La cabra de sable prové de les armes parlants dels vescomtes de Cabrera, els senyors de la vila en època medieval. Finalment, l'om és un senyal parlant provinent de les armes dels Olmera, senyors de la vila al segle xviii.